# Березанський рунічний камінь
Березанський рунічний камінь — варязький рунічний камінь XI століття в Україні, на чорноморському острові Березань (Миколаївська область, Миколаївський район). Знайдений 1905 року Ернстом Штерном під час археологічних розкопок, на так званому шляху з варяг у греки. Встановлений на варязькому похованні. Містить напис рунами «Ґрані зробив цей насип на згадку про Карла, свого побратима» (Grani gærði hvalf þessi æftiʀ Karl, felaga sinn). Об'єкт Національного історико-археологічного заповідника «Ольвія».

## Опис
Знайдений при розкопках на Березані в 1905 році професором Новоросійського університету Е. Р. фон Штерном. За відомостями Е. Р. фон Штерна, плита була в курганному насипі, де були виявлені поховання. Плита була розташована біля голови похованого, а напис було перевернуто текстом донизу. За припущенням Ф. А. Бруна, цей камінь потрапив у поховання як вдруге використаний і спершу був поставлений до іншого захоронення.
Рунічний камінь, виявлений на острові Березань, є безперечним свідченням того, що острів був пунктом, через який проходили подорожі варягів зі Скандинавії до Візантії.
Камінь із рунічним написом зроблений із вапняку, нижня частина його не збереглася. Збережені розміри плити: висота — 0,47 м, ширина — 0,48 м. Руни висічені по дузі, по верхньому краю каменя.

### Напис

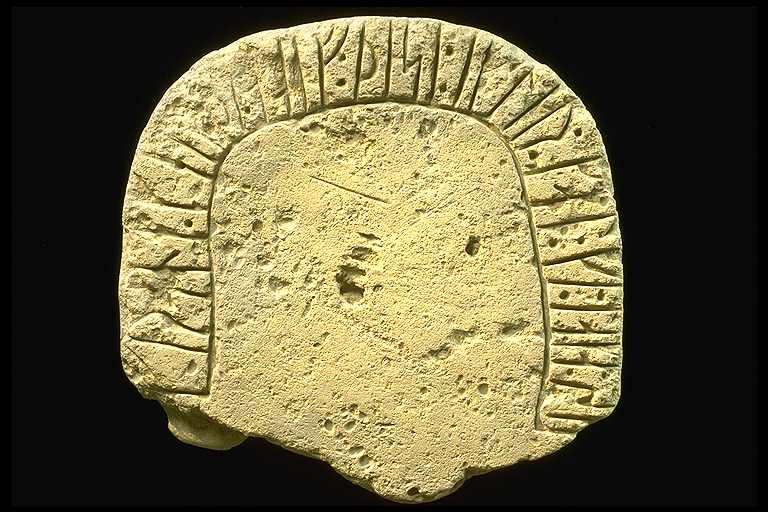
Напис на камені.

Рунічний напис свідчить: «Krani kerthi half thisi iftir kal fi laka sin» («Ґрані зробив курган цей по Карлу, своєму товаришеві (фелаґі)»). Текст повідомляє, що Ґрані не лише виготовив стелу з написом, а й поховав свого товариша в кургані (half). Напис цікавий ще й тим, що він поставлений не родичами загиблого, а його соратником по подорожі. Термін «фелаґі» склався й існував у дружинно-торговельному середовищі вікінгів, тому, безсумнівно, похований і його товариш Ґрані були учасниками якогось військово-торговельного походу. Можливо, загиблий вікінг і Ґрані, що поставив камінь, були вихідцями з острова Ґотланд, бо в тексті напису вжито слово half (курган), найпоширеніше на Ґотланді і менш уживане в інших областях Швеції. Також за готландське походження вікінга Ґрані, що поставив камінь, промовляє і розташування напису по дузі, що теж є специфічною ознакою готландських написів. Але гіпотеза про готландське походження вікінгів залишається лише припущенням, бо стислість напису не дозволяє цього стверджувати напевно.
Рунічний напис був викарбуваний у XI столітті.